# Leptophobia caesia
Leptophobia caesia är en fjärilsart som först beskrevs av Lucas 1852.  Leptophobia caesia ingår i släktet Leptophobia och familjen vitfjärilar. Inga underarter finns listade i Catalogue of Life.

## Bildgalleri

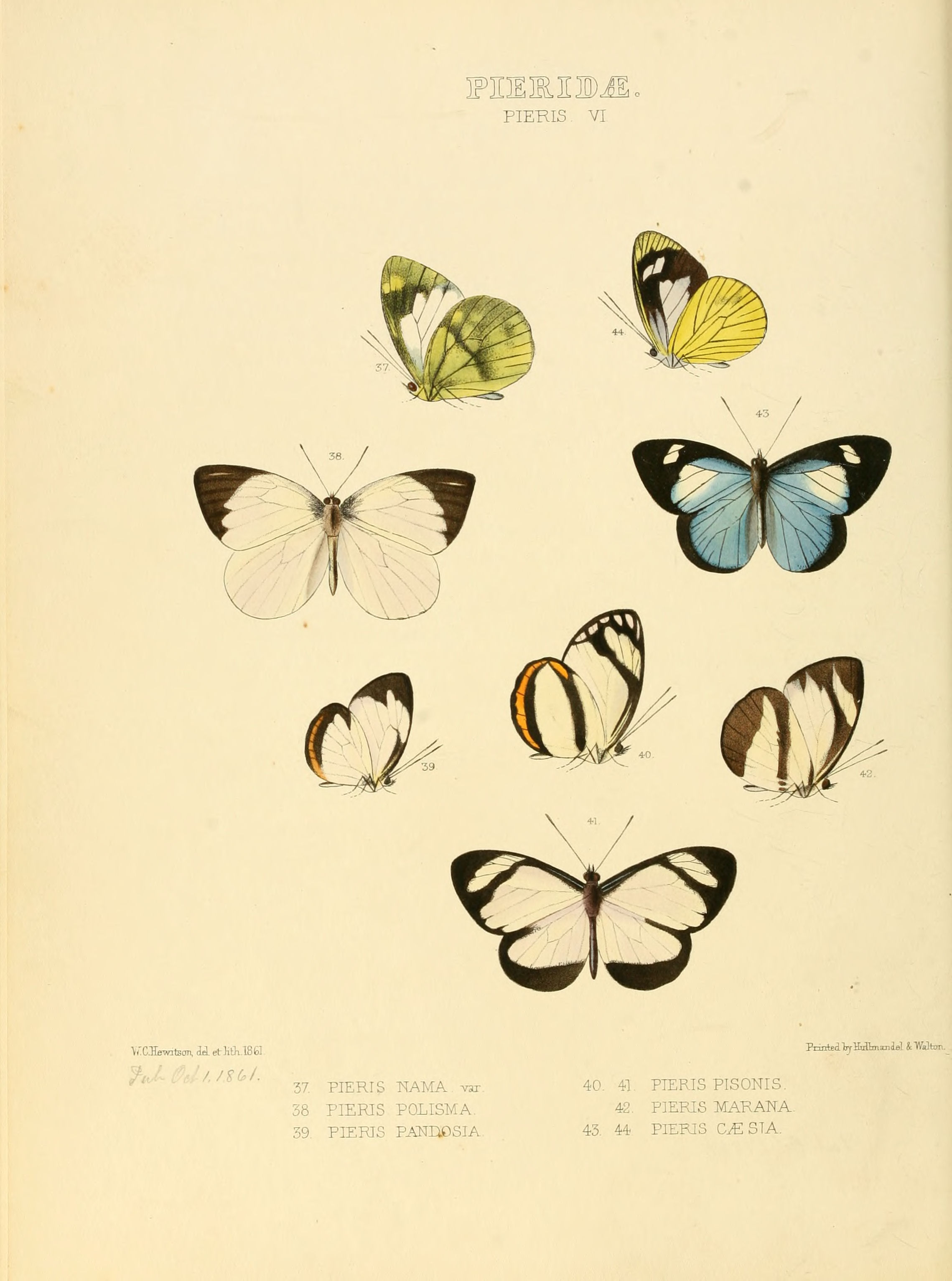